# Championnat des Amériques masculin de basket-ball des moins de 16 ans 2013
Navigation
Mexique 2011 Argentine 2015
Le championnat des Amériques masculin de basket-ball des moins de 16 ans 2013 se déroule à Punta del Este en Uruguay du 11 au 15 juin 2013. Il s'agit de la troisième édition de la compétition, instaurée en 2009.

## Équipes participantes

### Qualifications
8 équipes, issues des différentes zones de qualification du Championnat des Amériques U16, sont qualifiées pour cette compétition.
| Mode de qualification                                                                  | Places | Nations qualifiées         |
| -------------------------------------------------------------------------------------- | ------ | -------------------------- |
| Hôte du championnat des Amériques U16 2013                                             | 1      | Uruguay                    |
| Qualifications Championnat des Amériques U16 2013 (Zone Amérique du Nord)              | 2      | Canada États-Unis          |
| Qualifications Championnat des Amériques U16 2013 (Zone Amérique centrale et Caraïbes) | 3      | Bahamas Mexique Porto Rico |
| Qualifications Championnat des Amériques U16 2013 (Zone Amérique du Sud)               | 2      | Argentine Chili            |

## Rencontres

### Premier tour
Légende des classements
- Qualifié pour les demi-finales
- Qualifié pour les matches de classement

#### Groupe A
| Rang | Équipe     | Pts | J | G | P | Pp  | Pc  | Diff |  | Résultats (dom.\ext.) |   |       |        |        |
| ---- | ---------- | --- | - | - | - | --- | --- | ---- |  | --------------------- | - | ----- | ------ | ------ |
| 1    | États-Unis | 6   | 3 | 3 | 0 | 347 | 155 | 192  |  | États-Unis            |   | 96-72 | 121-52 | 130-31 |
| 2    | Argentine  | 5   | 3 | 2 | 1 | 227 | 200 | 27   |  | Argentine             | - |       | 74-53  | 81-51  |
| 3    | Bahamas    | 4   | 3 | 1 | 2 | 182 | 249 | -67  |  | Bahamas               | - | -     |        | 77-54  |
| 4    | Mexique    | 3   | 3 | 0 | 3 | 136 | 288 | -152 |  | Mexique               | - | -     | -      |        |

#### Groupe B
| Rang | Équipe     | Pts | J | G | P | Pp  | Pc  | Diff |  | Résultats (dom.\ext.) |   |       |       |       |
| ---- | ---------- | --- | - | - | - | --- | --- | ---- |  | --------------------- | - | ----- | ----- | ----- |
| 1    | Canada     | 6   | 3 | 3 | 0 | 238 | 156 | 82   |  | Canada                |   | 76-63 | 87-40 | 75-53 |
| 2    | Porto Rico | 5   | 3 | 2 | 1 | 190 | 187 | 3    |  | Porto Rico            | - |       | 62-52 | 65-59 |
| 3    | Chili      | 4   | 3 | 1 | 2 | 156 | 211 | -55  |  | Chili                 | - | -     |       | 64-62 |
| 4    | Uruguay    | 3   | 3 | 0 | 3 | 174 | 204 | -30  |  | Uruguay               | - | -     | -     |       |

### Tableau final
|  | Demi-finales | Demi-finales | Demi-finales | Demi-finales |                               |            | Finale       | Finale       | Finale       | Finale       |
|  |              |              |              |              |                               |            |              |              |              |              |
|  | 14 juin 2013 | 14 juin 2013 | 14 juin 2013 | 14 juin 2013 |                               |            | 15 juin 2013 | 15 juin 2013 | 15 juin 2013 | 15 juin 2013 |
|  | A1           | États-Unis   | 93           | 93           |                               |            | 15 juin 2013 | 15 juin 2013 | 15 juin 2013 | 15 juin 2013 |
|  | A1           | États-Unis   | 93           | 93           |                               |            | 15 juin 2013 | 15 juin 2013 | 15 juin 2013 | 15 juin 2013 |
|  | B2           | Porto Rico   | 64           | 64           |                               |            | 15 juin 2013 | 15 juin 2013 | 15 juin 2013 | 15 juin 2013 |
|  | B2           | Porto Rico   | 64           | 64           | États-Unis                    | États-Unis | 94           | 94           |              |              |
|  | 14 juin 2013 |              |              |              | États-Unis                    | États-Unis | 94           | 94           |              |              |
|  |              |              | Argentine    | Argentine    | 48                            | 48         |              |              |              |              |
|  | B1           | Canada       | Argentine    | Argentine    | 48                            | 48         | 64           | 64           |              |              |
|  | B1           | Canada       |              |              |                               |            |              | 64           |              |              |
|  | A2           | Porto Rico   | 65           | 65           |                               |            |              |              |              |              |
|  | A2           | Porto Rico   | 65           | 65           | Match pour la troisième place |            |              |              |              |              |
|  |              |              |              |              |                               |            |              |              |              |              |
|  | 15 juin 2013 |              |              |              |                               |            |              |              |              |              |
|  | Porto Rico   | Porto Rico   | 50           | 50           |                               |            |              |              |              |              |
|  | Porto Rico   | Porto Rico   | 50           | 50           |                               |            |              |              |              |              |
|  | Canada       | Canada       | 62           | 62           |                               |            |              |              |              |              |
|  | Canada       | Canada       | 62           | 62           |                               |            |              |              |              |              |

### Matches de classement

#### Matches pour la5eplace
|  | Tour de classement 5e - 8e | Tour de classement 5e - 8e | Tour de classement 5e - 8e | Tour de classement 5e - 8e |                        |         | Match pour la 5e place | Match pour la 5e place | Match pour la 5e place | Match pour la 5e place |
|  |                            |                            |                            |                            |                        |         |                        |                        |                        |                        |
|  | 14 juin 2013               | 14 juin 2013               | 14 juin 2013               | 14 juin 2013               |                        |         | 15 juin 2013           | 15 juin 2013           | 15 juin 2013           | 15 juin 2013           |
|  | Bahamas                    | Bahamas                    | 66                         | 66                         |                        |         | 15 juin 2013           | 15 juin 2013           | 15 juin 2013           | 15 juin 2013           |
|  | Bahamas                    | Bahamas                    | 66                         | 66                         |                        |         | 15 juin 2013           | 15 juin 2013           | 15 juin 2013           | 15 juin 2013           |
|  | Uruguay                    | Uruguay                    | 72                         | 72                         |                        |         | 15 juin 2013           | 15 juin 2013           | 15 juin 2013           | 15 juin 2013           |
|  | Uruguay                    | Uruguay                    | 72                         | 72                         | Uruguay                | Uruguay | 65                     | 65                     |                        |                        |
|  | 14 juin 2013               |                            |                            |                            | Uruguay                | Uruguay | 65                     | 65                     |                        |                        |
|  |                            |                            | Chili                      | Chili                      | 66                     | 66      |                        |                        |                        |                        |
|  | Chili                      | Chili                      | Chili                      | Chili                      | 66                     | 66      | 72                     | 72                     |                        |                        |
|  | Chili                      | Chili                      |                            |                            |                        |         |                        | 72                     |                        |                        |
|  | Mexique                    | Mexique                    | 64                         | 64                         |                        |         |                        |                        |                        |                        |
|  | Mexique                    | Mexique                    | 64                         | 64                         | Match pour la 7e place |         |                        |                        |                        |                        |
|  |                            |                            |                            |                            |                        |         |                        |                        |                        |                        |
|  | 15 juin 2013               |                            |                            |                            |                        |         |                        |                        |                        |                        |
|  | Bahamas                    | Bahamas                    | 60                         | 60                         |                        |         |                        |                        |                        |                        |
|  | Bahamas                    | Bahamas                    | 60                         | 60                         |                        |         |                        |                        |                        |                        |
|  | Mexique                    | Mexique                    | 58                         | 58                         |                        |         |                        |                        |                        |                        |
|  | Mexique                    | Mexique                    | 58                         | 58                         |                        |         |                        |                        |                        |                        |

## Classement final
| Place                        | Équipe     | Vict.-Déf. |
| ---------------------------- | ---------- | ---------- |
| Médaille d'or, Amérique      | États-Unis | 5 - 0      |
| Médaille d'argent, Amérique  | Argentine  | 3 - 2      |
| Médaille de bronze, Amérique | Canada     | 4 - 1      |
| 4                            | Porto Rico | 2 - 3      |
| 5                            | Chili      | 3 - 2      |
| 6                            | Uruguay    | 1 - 4      |
| 7                            | Bahamas    | 2 - 3      |
| 8                            | Mexique    | 0 - 5      |

- Qualification pour la Coupe du Monde U17 2014

## Leaders statistiques

### Points
| Place | Nom              | Équipe     | PPM  |
| ----- | ---------------- | ---------- | ---- |
| 1     | Facundo Grolla   | Uruguay    | 20,2 |
| 2     | Nicolás Aguirre  | Chili      | 18,0 |
| 3     | Jamal Murray     | Canada     | 17,4 |
| 4     | Malik Newman     | États-Unis | 16,2 |
| 5     | Deajour Adderley | Bahamas    | 16,0 |

### Rebonds
| Place | Nom             | Équipe    | RPM |
| ----- | --------------- | --------- | --- |
| 1     | Eddie Ekiyor    | Canada    | 8,6 |
| 2     | Justin Jackson  | Canada    | 8,2 |
| 3     | Shamar Burrows  | Bahamas   | 6,2 |
| 3     | Santiago Cuelho | Argentine | 6,2 |
| 5     | Nicolás Aguirre | Chili     | 5,8 |

### Passes décisives
| Place | Nom                   | Équipe     | PDPM |
| ----- | --------------------- | ---------- | ---- |
| 1     | Nicolás Aguirre       | Chili      | 6,0  |
| 2     | Guillermo Aliende     | Argentine  | 5,6  |
| 3     | Seventh Woods         | États-Unis | 4,4  |
| 4     | Devearl Ramsey        | États-Unis | 3,2  |
| 5     | Deajour Adderley      | Bahamas    | 3,0  |
| 5     | Federico Baltasar     | Uruguay    | 3,0  |
| 5     | Shamar Burrows        | Bahamas    | 3,0  |
| 5     | Georgie Pacheco-Ortiz | Porto Rico | 3,0  |

### Contres
| Place | Nom            | Équipe     | CPM |
| ----- | -------------- | ---------- | --- |
| 1     | Justin Jackson | Canada     | 2,0 |
| 2     | Eddie Ekiyor   | Canada     | 1,4 |
| 3     | V. J. King     | États-Unis | 0,8 |
| 3     | Jayson Tatum   | États-Unis | 0,8 |
| 5     | Josh Jackson   | États-Unis | 0,6 |

### Interceptions
| Place | Nom             | Équipe     | IPM |
| ----- | --------------- | ---------- | --- |
| 1     | Nicolás Aguirre | Chili      | 4,2 |
| 2     | Malik Newman    | États-Unis | 2,8 |
| 3     | Jamal Murray    | Canada     | 2,4 |
| 3     | Devearl Ramsey  | États-Unis | 2,4 |
| 5     | Josh Jackson    | États-Unis | 2,2 |

## Récompenses
MVP de la compétition (meilleur joueur) Malik Newman
Meilleur cinq de la compétition
- Nicolás Aguirre
- Malik Newman
- Josh Jackson
- Ivan Rabb
- Facundo Grolla